# 上田市立長小学校
上田市立長小学校（うえだしりつ おさしょうがっこう）は、長野県上田市にある公立小学校。
旧・小県郡真田町の神川上流流域一帯、長地区を学区としている。小県郡長村時代は菅平高原も学区に含めていたが真田町成立後菅平小学校として分離。従って菅平口付近が北限となっている。

## 概要・歴史
上田市立長小学校は1873年、学制頒布の翌年に小県郡の神川上流地域4村（横尾・真田・横沢・大日向）を学区とする「養正学校」として開校したのがルーツである。1874年に「成始学校」→「水哉学校」と2度改称するが菅平高原を抱える土地柄からか1878年に旧横尾村（1876年に4村の合併で小県郡長村となる。）が分離し「横尾学校」が開校された。
1882年、「水哉学校」は「真田学校」と改称。1886年には「横尾学校」を合併し横尾・大日向に分教場を設置。1889年小県郡長村が合併を経ずに発足すると1本校・2分教場の長村立真田尋常小学校が発足する。1895年には高等科分置により村立長尋常高等小学校と改称し1899年には菅平に分教場が設置されている。
1941年に国民学校令により村立長国民学校と改称。この時点で横尾分教場を廃止し大日向・菅平の2分教場は分校となり1本校2分校制となりそのまま終戦を迎えた。1947年の学制改革により村立長小学校と改称し同時に併設で長中学校が開校（村立長小中学校、併設の中学校も分校制であった。）→併設していた長中学校が小県郡傍陽村・本原村との組合立で真田中学校（のち小県郡真田町立、現：上田市立真田中学校）を開校して小学校単独（※　ただし菅平のみ開校後も併設継続）となっても継続していたが1958年に小県郡真田町が3村の合体町制施行により発足前後から学区が縮小する。まず、菅平分校が発足に先立ち菅平小中学校（現：上田市立菅平小中学校）として独立。発足後大日向分校が真田町立大日向小学校として独立。学区が横尾・真田に狭まった。
しかし大日向小学校は過疎化の影響から児童数が減少し末期には10人以下という有様だったため1969年に閉校、吸収合併した。そして小県郡真田町は上田市・小県郡丸子町・同郡武石村との対等合併により2006年に新・上田市として発足したため上田市立長小学校として新たなスタートを切った。

## 沿革
- 1873年 - 「養正学校」として開校。学区は小県郡横尾・真田・横沢・大日向の4村。
- 1874年 - 「成始学校」→「水哉学校」と2度校名変更する。
- 1878年 - 2年前に4村の統合により誕生した小県郡長村のうち旧横尾村が独立し「横尾学校」開校。
- 1882年 - 「水哉学校」、「真田学校」と校名変更。
- 1886年 - 「真田学校」、「横尾学校」を吸収合併。横尾・大日向に分教場を設置。
- 1889年 - 4村の合併により小県郡長村発足。小県郡長村立真田尋常小学校と改称。1本校2分教場制継承。
- 1895年 - 小県郡立高等小学校の廃止による高等科分置を機に村立長尋常高等小学校と改称。
- 1899年 - 菅平分教場設置される。1本校3分教場制に移行。
- 1941年 - 「国民学校令」発布により村立長国民学校と改称。この年横沢分教場を廃止し本校に統合。大日向・菅平両分教場は分校と改称1本校2分校制に移行。
- 1947年 - 学制改革の第1弾6・3制の実施に伴い村立長小学校と改称。同時に併設で長小学校開校。
- 1955年 - 併設していた長中学校は小県郡傍陽村・同郡本原村の併設中学校と組合立の真田中学校として統合開校（合体町制施行後は小県郡真田町立、現：上田市立真田中学校）したため小学校単独に、ただし菅平分校のみ統合開校後も併設継続。
- 1958年 - 菅平分校が小県郡長村立菅平小中学校として独立。（まもなく小県郡真田町立、現：上田市立菅平小中学校）小県郡真田町が3村の合体町制施行に伴い発足。小県郡真田町立長小学校と改称。
- 1959年 - 大日向分校が小県郡真田町立大日向小学校として独立したため分校消滅。
- 1969年 - 廃校となった小県郡真田町立大日向小学校を統合。
- 2006年 - 小県郡真田町・武石村・丸子町・上田市との対等合併により新・上田市が発足。上田市立長小学校と改称。

## 学校行事
| - 4月 入学式、始業式 - 5月 - 6月 防犯訓練 | - 7月 終業式 - 8月 始業式 - 9月 避難訓練 | - 10月 運動会、修学旅行 - 11月 開校記念日 - 12月 終業式 | - 1月 始業式 - 2月 - 3月 6年生を送る会、終業式、卒業式 |

## 通学区域
- 真田町長、菅平高原（大洞地区）[1]

## 進学先中学校
- 上田市立真田中学校[1]

## 校区内の主な施設
- 上田市立真田中学校
- 上田市真田総合福祉センター
- 上田市真田中央公民館
- 真田自治会公民館
- 真田郵便局
- 菅平郵便局
- 上田地域広域連合消防本部 真田消防署
- 真田氏本城跡(松尾城跡・城山)